# Tombrio de Abajo
Tombrio de Abajo es una localidad del municipio de Toreno, situado en El Bierzo, en la provincia de León (España).

## Situación
Se encuentra situado en el oeste del municipio, en la carretera LE-716, de Vega de Espinareda a Toreno.

## Población
En el INE de 2014 aparecen censados 210 habitantes, 104 hombres y 106 mujeres.
| Gráfica de evolución demográfica de Tombrio de Abajo entre 2000 y 2017                                                      |
| |
| Población residente (2001-2013) según los censos de población del INE. Población según el padrón municipal de 2014 del INE. |

## Historia
Tombrio de Abajo estuvo ligado en su historia a la villa de Toreno. Durante la época romana Toreno cobró relevancia como nudo de comunicaciones. Una de las carreteras, la que partía rumbo noroeste, tenía como primer hito la villa de Tombrio de Abajo. Allí también el camino por Berlanga hacia Vega se bifurcaba hacia Fresnedo, calzada de la que aún quedan vestigios.
Se conserva también un epígrafe datado el 2 de octubre de 1082 relacionado con la actividad del obispo Osmundo.
Consta la adquisición en 1583 del señorío sobre Toreno y Tombrio por parte del banquero, prestamista de la Corte y cambista Antonio Vázquez Vuelta, señorío que se extendió hasta 1600. Entre 1606 y 1608 estuvo a cargo de Gregorio de Velasco y Pedro de Velasco y en 1613 fue adquirido por el capitán Sancho de Merás a Jerónimo Vázquez en 16 000 ducados.
Sin embargo, Sancho de Merás fue acusado de fraude fiscal y el señorío fue embargado por la Corona, permaneciendo en esa situación formal hasta 1615, aunque fue gestionado de hecho por su cuñado el capitán Suero Queipo de Llano y entregado en 1615 a la viuda, Clara Queipo de Llano, quien disfrutó de los bienes y del título de señora de las villas de Toreno y Tombrio, por disposición testamentaria de su ausente marido hasta 1630.
Para ese año el señorío abarcaba Toreno (130 vecinos), Librán, San Pedro de Mallo, Santa Leocadia y el Barrio de Langre (otros 70), y la villa de Tombrio de Abajo, con 44 vecinos. Entre 1630 y 1657, Álvaro Queipo de Llano se convirtió en señor de Toreno y Tombrio, y su primer conde entre 1657 y 1662.
En 1858 la villa de Tombrio de Abajo integraba el ayuntamiento de Toreno, partido judicial de Ponferrada, Provincia de León, y su población ascendía a 472 habitantes.
La minería se convirtió en el principal recurso de Tombrio, específicamente la explotación de carbón, pese a lo que en mayo de 1993 el pueblo rechazó en votación por abrumadora mayoría la propuesta de la empresa Antracitas del Bierzo para explotar a cielo abierto un monte comunal próximo al casco urbano.

## Fiestas locales

### Fiestas patronales
El patrón del pueblo es Santo Domingo de Guzmán, fiesta que se celebra el fin de semana más próximo al día 8 de agosto. Estas fiestas transcurren de jueves a domingo dando lugar a diferentes ambientes: apertura de bodegas (tipo de pub), orquesta en la plaza principal (escuelas) de viernes a domingo, tiro al plato, juegos tradicionales para niños, concurso de rana, espectáculos varios... 
Todos los años, el fin de semana anterior a las fiestas, se celebra una gran romería en honor a Sto. Domingo de Guzmán en el paraje natural donde se sitúa la ermita de Santo Domingo. Tradicionalmente se celebraba una misa en honor al santo, en la cual se hacían ofrendas y especial mención a la vida de Sto. Domingo, hoy en día la gente del pueblo y alrededores celebra allí esta fiesta con juegos populares y una parrillada de ternera para toda la gente. Para finalizar la jornada, se disfruta al ritmo de una pequeña orquesta.

### Magosto
El magosto se celebra en Tombrio de Abajo durante la época posterior a la recogida de las castañas, que suele tener lugar entre finales de octubre y mediados de noviembre. Esta festividad se celebra en la plaza de las escuelas con una gran hoguera, chorizos asados para cenar y chocolatada acompañada por dulces caseros que aportan los vecinos del pueblo.

### Otras fiestas
Con motivo de colecta de dinero para poder realizar las fiestas en agosto, el pueblo colabora en festejos varios a lo largo de todo el año. De esta manera, se celebran las festividades de Halloween, Belén viviente en Navidad, cena popular de fin de año (28 de diciembre), carnaval, feria de abril.